# Джорно Джованна
Джорно Джованна (яп. ジョルノ・ジョバァーナ Дзёруно Дзёба:на) изначально Харуно Сиобана (яп. 汐華 初流乃) — персонаж из вселенной JoJo’s Bizarre Adventure, является главным героем пятой части манги Golden Wind. Является одним из самых узнаваемых персонажей манги Jojo наряду с Дзётаро Кудзё.

## Создание персонажа
Создателем персонажа является Хирохико Араки, при прописывании персонажа, мангака хотел изобразить героя, подвергающегося остракизму со стороны общественности, но по прежнему не отказывающегося от своего чувства справедливости. Сам же герой не обязательно должен быть героем-добродеятелем, однако перед Джорно стоит некая дилемма, к решению которой он стремится в течение развития сюжета и должен решить в одиночку. Мангака признался, что изначально для него было сложно прописать персонажа, чтобы он не был похожим на предыдущих героев франшизы Jojo, также герой должен был принадлежать к семейному древу Джостаров и мангака не мог найти подходящего кандидата, заметив, что он «не мог создать очередного внебрачного ребёнка Джостара, как в четвёртой части». В конце концов данную проблему Араки решил оригинальным способом, сделав Джорно ребёнком Дио Брандо, но фактически биологическим сыном Джонатана Джостара, а значит частью его семейного древа. Так как Дио Брандо был вампиром, Джорно также должен был унаследовать полностью или частично вампирскую сущность, но мангака в итоге решил отказаться от данной идеи. Также Араки рассматривал идею сделать героя женщиной, но позже воплотил эту идею в шестой части Stone Ocean.
Работая над внешностью персонажа, Араки вдохновлялся статуей Давида работы Микеланджело. Араки комментировал своё решение следующим образом:  «Это изображение врага, грядущего из будущего, которое идеально подходит для образа главного героя пятой части». Это также первый герой во франшизе, которому Араки стремился передать реалистичные пропорции, отказавшись от излишне мускулистых тел, уже вышедших из моды в сёнэн-манге к 90-м годам. Араки в том числе вдохновлялся фотографиями моделей, в основном женскими. Причёска Джорно создавалась по образу шоколадного коронэ, популярного в Японии кондитерского изделия. Хирохико Араки назвал Джорно пятым любимым созданным персонажем.

## История
Джорно Джованна — молодой человек из Италии. Его настоящее имя — Харуно Сиобана (яп. 汐華 初流乃), а настоящая причёска — тёмные и прямые волосы. Во время событий манги Golden Wind, ему исполнилось 15 лет. Он сын японки и Дио Брандо, злодея первой и третьей части манги Jojo, но биологически считается сыном Джонатана Джостара, так как Дио на тот момент был носителем тела Джонатана. То есть Джорно имеет англо-японские корни, но сам вырос в Италии и является её гражданином. Хoтя Джорно не является биологическим сыном Дио Брандо, он унаследовал от него ряд черт, в частности боевой выкрик «Муда Муда» и склонность жестоко расправляться с врагами.
В раннем детстве его мать повторно вышла замуж за итальянца, и они переехали в Италию. Детство Джорно проходило негладко: его мать гуляла, приёмный отец слишком часто наказывал его, а одноклассники издевались над ним. Это было до тех пор, пока однажды случайно не спас одного из мафиози своими способностями. Тогда он понял, что авторитет имеет значение, и с тех пор мечтает стать «гангстерской звездой» (gangstar). 

### События манги
В возрасте 15 лет он встречает мафиози по имени Слезливый Лука и убивает его. Затем он встречает Бруно Буччарати, который пришёл допросить его об этом инциденте. Джорно намеревался прекратить продажу наркотиков маленьким детям, и убеждает Бруно разделить с ним его идею. Он проходит испытание Польпо, одного из лидеров банды «Пассионе», но косвенно убивает его. Он знакомится со своими коллегами по банде — Гвидо Мистой, Наранчей Гиргой, Паннакоттой Фуго и Леоне Аббаккьо и убеждает их разделить с ним его идею. 
После того, как банда во главе с Буччарати находит сокровища Польпо, и за это Бруно делают лидером, ему приходит поручение доставить дочь босса Трис Уну. Когда банда успешно выполняет задание, оказывается, что босс хочет убить Трис, и поэтому Джорно и Бруно создают команду отступников, чтобы раскрыть личность босса и свергнуть его. К ним позже присоединяется Жан-Пьер Польнарефф, владеющий стрелой, которая, пронзая человека, дарует ему Стенд. Он говорит отступникам, чтобы те направлялись в Колизей. Однако там они сталкиваются с Дьяволо — боссом «Пассионе» — который хочет заполучить стрелу, чтобы стать королём мира, ведь стрела, пронзая Стенд, превращает его в его «Реквием»-версию. Так, Стенд Польнареффа, Silver Chariot, становится Chariot Requiem, неконтролируемым Стендом, усыпляющим людей и меняющим их души местами. Поэтому душа Джорно оказывается в теле Наранчи. Дьяволо, оказавшийся в теле Мисты вместе с Трис, убивает Наранчу, и душа Джорно возвращается в своё тело. Дьяволо удаётся уничтожить Chariot Requiem, но стрелу получает Джорно, превращая его стенд в Gold Experience Requiem. Джорно побеждает Дьяволо и становится новым боссом «Пассионе».

### Стенд
Его Стенд, Gold Experience, способен давать жизнь неодушевлённым предметам, превращая их в одушевлённые или части тела, таким образом, он может «лечить» своих союзников. Это отчасти делает его похожим на главного героя 4 части, Дзёскэ Хигасикату. Также, ударив человека, он дарует ему мнимое ускорение, а затем замедление, поэтому во время удара противник испытывает более острую боль. Его «Реквием»-версия способна откатывать удары врага и его способности, в частности стирание времени, вызываемое Стендом Дьяволо, King Crimson, а также может отправить врага в цикл смертей, где тот будет постоянно умирать (так был повержен Дьяволо). Стенд назван в честь музыкального альбома Gold Experience. Атакуя своим стендом, Джорно издаёт клич «Muda Muda!», так же, как и его отец Дио Брандо.

## Влияние
Джорно Джованна — один из самых узнаваемых персонажей во франшизе Jojo наряду с Дзётаро Кудзё. Для многих фанатов франшизы, Джорно является их любимым героем. Его также выделяет яркий художественный стиль и оригинальная причёска. В частности японские фанаты для обозначения персонажа используют символы «@@@». Джорно выделяется своим достаточно радикальным отходом от дизайна типичного мужского аниме-персонажа, он лишён выраженных мужественных черт, выделяясь своей привлекательностью и изящностью. 
Экстравагантный внешний вид персонажа также становился объектом внимания для художников и профессиональных косплееров. Также характерные черты лица Джорно пытались воссоздать с помощью макияжа бьюти-блоггеры. С использованием бренда персонажа выпускались ряд аксессуаров, например часы от Seiko, кроссовки Vans, фигурки персонажа, косметика в форме заколки Джорно и прочее.

### Критика
Данни Уилмот, критик сайта Crunchyroll, посвятил отдельный обзор персонажу, заметив, что популярность Джорно среди фанатов прежде всего обусловлена его внешним видом. Персонаж, по мнению критика, — это подтверждение того, что мода — это продолжение современного искусства, тем более декоративные элементы его одежды имеют свою практичную пользу как инструмент лечения себя или товарищей. Внешняя привлекательность Джорно также совмещена с его изобретательностью, превосходящей его союзников и врагов. Однако ещё одна вещь, делающая героя таким особенным — это его личные мотивы, хотя со стороны может показаться, что персонажем движут эгоистичные и даже злые поступки, и он выбрал неправильную стратегию борьбы со злом — став главой мафии, в конце концов он жаждет справедливости. 
Критик сайта IGN при обзоре «Golden Wind» назвал Джорно Джованну сердцем истории, сам же персонаж чувствуется конечным продуктом долгих экспериментов Араки по созданию идеального героя. Так, Джорно совмещает в себе лучшие черты предыдущих героев франшизы — доброе сердце Джонатана, игривость Джозефа, стойкость Дзётаро и преступные мотивы Дзёсукэ. Последняя черта особенно выделяет персонажа, хотя это может объясняться влиянием его отца-злодея Дио Брандо, но это только делает персонажа интереснее: Джорно в итоге не боится «играть по грязному», чтобы заполучить то, чего хочет. Учитывая, что предыдущими героями франшизы в большей степени двигали благородные и справедливые мотивы, баланс Джорно между благими мотивами и коварной хитростью делает его лучшим персонажем.